# گروه پوانکاره
گروه پوانکاره گروه ایزومتری‌های فضازمان مینکوفسکی است. گروه پوانکاره که یکی گروه لی غیر آبلی با ده مولد است، در واقع گروه تبدیلات لورنتس به علاوهٔ جابجایی در فضا-زمان است؛ بنابراین ده مولد آن شامل سه مولد برای دوران (حول سه محور فضا)، سه مولد برای خیز لورنتس (در سه راستای فضا) — تا اینجا شش مولد گروه لورنتس — و چهار مولد برای جابجایی در فضا-زمان (سه مولد برای جابجایی در فضا و یک مولد برای جابجایی در زمان) است.
گروه پوانکاره در فیزیک نظری دارای اهمیت بسیار است.